# Hotel Astoria (Sint-Petersburg)

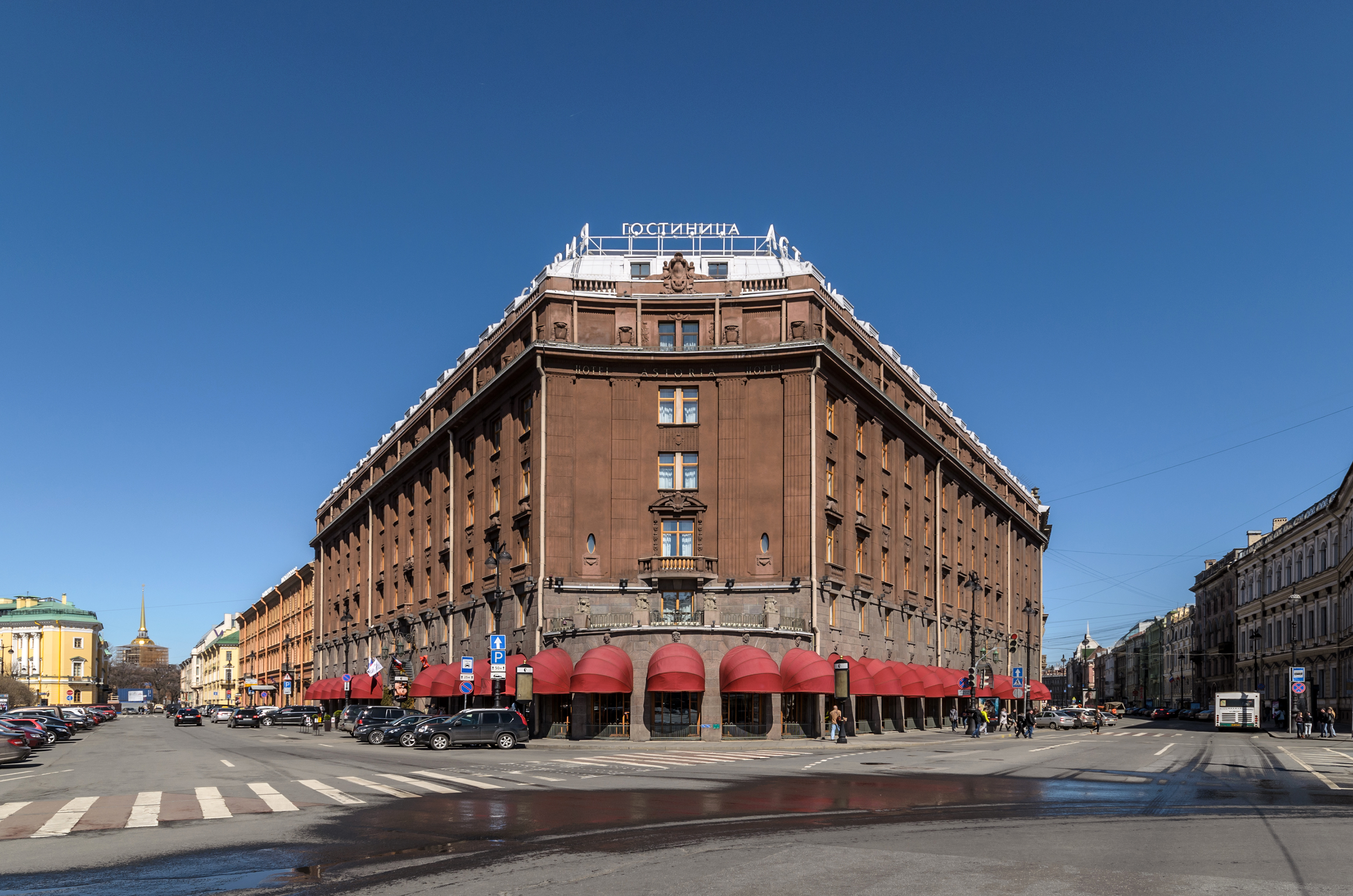
Hotel Astoria

Hotel Astoria (Russisch: гости́ница «Асто́рия») is een vijfsterrenhotel in de Russische stad Sint-Petersburg dat geopend werd in december 1912. Het heeft 213 kamers, waaronder 52 suites.
Het is gelegen aan het Izaakplein, nabij de Izaäkkathedraal en tegenover de historische Keizerlijke Duitse ambassade. De architect van het hotel was de Russisch-Zweedse architect Fyodor Lidval, die een stijl ontwikkelde op basis van art nouveau en ook beïnvloed door het neoclassicisme.
Hotel Astoria wordt, samen met het naburige zusterhotel, Hotel Angleterre, beheerd door The Rocco Forte Collection en is lid van The Leading Hotels of the World. Het hotel onderging een grootschalige renovatie in 2002.